# Faglia di Farallon
La faglia di Farallon è una delle faglie trasformi a movimento laterale destro presenti sul fondale marino della regione meridionale del Golfo di California, nell'Oceano Pacifico, al largo della costa messicana dello Stato federato di Sinaloa.
La faglia fa parte della zona di rift del Golfo di California, l'estensione settentrionale della dorsale del Pacifico orientale, e collega tra loro il bacino di Carmen, a nord, e il bacino di Farallon, a sud.
Il 13 settembre 2015, poco a est della faglia si è registrato un terremoto di magnitudo momento 6,7.